# Джабикони, Батист
Батист Джабикони (фр. Baptiste Giabiconi, род. 9 ноября 1989) — французский манекенщик и певец, один из самых высокооплачиваемых фотомоделей в мире.
Родился на юге Франции в городе Мариньян в корсиканской семье. Прежде чем связать себя с модельным бизнесом увлекался аэронавтикой. В 2008 году Джабикони подписал контракт с нью-йоркским модельным агентством «DNA Model Management». В том же году Карл Лагерфельд взял его в качестве лица мужской линии «Chanel», где последующие два года Джабикони выступал на закрытие их показов вместе с Фреей Бехой Эриксен, Ларой Стоун и Эбби Ли Кершоу. В 2010 году снимался для рекламного показа Роберта Кавалли, и в том же году, наряду с Коко Роша, стал лицом «Coca Cola Light». Он также появлялся на обложках журналов «Vogue», «Harper’s Bazaar», «Elle», «Numero Homme», «V Man», «Marie Claire», «Purple» и «L’Officiel Hommes».
В 2010 году в свет вышел его дебютный сингл «Showtime», а в сентябре 2012 года Джабикони презентовал свой первый альбом «Oxygen», занявший первые места во французских чартах. В 2011 году он принял участие во втором сезоне французской версии телешоу «Танцы со звёздами», заняв в финале третье место. 13 марта 2015 года Батист Джабикони дебютировал в качестве модного дизайнера, представив свою коллекцию футболок с хулиганскими надписями и с изображениями своего силуэта. Одновременно с выпуском коллекции футболок был запущен блог, где Батист пробует себя в качестве модного блогера и делится советами о моде и стиле. Недавно Батист был назван королём соц.сетей, собрав наибольшее суммарное количество подписчиков, чем любой другой манекенщик.